# 中橋絢也
中橋 絢也（なかはし じゅんや、1981年8月28日 - ）は、日本の元サッカー選手、現指導者。大阪府出身。元アルビレックス新潟・元ニュージーランドヤングハート・マナワツ所属。ポジションはGK。2002年の京都紫光ユースのGKコーチをはじめとして、後進の指導にあたっている。